# Diacetonalkohol
Diacetonalkohol (DAA) ist eine organische Verbindung und gehört zu den Hydroxyketonen. Der Reinstoff ist eine farblose Flüssigkeit mit leicht süßlichem Geruch.

## Herstellung
DAA wird aus Aceton hergestellt, indem man unter dem Einfluss basischer Reagenzien je zwei Acetonmoleküle in einer Aldolreaktion dimerisieren lässt.
Im Labor erfolgt die Darstellung oft mittels einer Soxhlet-Hülse über Calciumhydroxid. Diacetonalkohol bildet sich stets aus Aceton bei der Chromatographie auf Aluminiumoxid.

## Verwendung
Er wird als Lösungsmittel z. B. für Natur- und Kunstharzlacke sowie für Farbstoffe verwendet. Als Lösungsmittel ist es nicht sonderlich langzeitstabil, da, speziell unter Säureeinwirkung, Wasser abgespalten wird und so Mesityloxid entstehen kann.
Diacetonalkohol ist Vorstufe für die Mesityloxid- und Methylisobutylketon-Produktion.

## Bedeutung als Komplexligand
Es sind einige Komplexe bekannt, die DAA als Liganden enthalten, z. B. die polymeren Komplexe
[CoCl2DAA]n,
[FeCl2DAA]n,
[ZnCl2DAA] oder auch
[MnBr2(DAA)2] und
[Mn(DAA)3] 2+[MnI4]2− · DAA